# Vườn quốc gia Shikotsu-Tōya
Vườn quốc gia Shikotsu-Tōya (支笏洞爷国立公园 Shikotsu Toya Kokuritsu Koen ?) là một vườn quốc gia ở phía tây của đảo Hokkaidō, Nhật Bản. Tên của vườn quốc gia được đặt theo tên của hai Hồ Shikotsu và Tōya. Tổng diện tích của vườn quốc gia là 993,02 km vuông. Vườn quốc gia còn nổi tiếng với suối nước nóng Noboribetsu cùng các đỉnh núi lửa Yōtei phủ đầy tuyết tuyệt đẹp.
Vườn quốc gia được chia thành 5 khu vực:
- Khu vực núi Yōtei.
- Khu vực xung quanh hồ Tōya, núi Usu và Showa
- Khu vực xung quanh suối nước nóng Noboribetsu, đèo Orofure và Hồ Kuttara.
- Khu vực xung quanh Hồ Shikotsu, Núi Tarumae  và núi Eniwa.
- Khu vực xung quanh suối nước nóng Jozankei, Hẻm núi Toyohira và đèo Nakayama